# Youcef Atal
Youcef Atal (Mechtras, 17 de mayo de 1996) es un futbolista internacional argelino que juega de defensa en el Al-Sadd S. C. de la Liga de fútbol de Catar.

## Trayectoria
Atal jugó en las divisiones inferiores de los clubes CR Belouizdad, JS Kabylie y USM Alger, antes de incorporarse en 2014 al Paradou AC. En 2015 haría su debut profesional en ese equipo, siendo parte del plantel que se consagró campeón del torneo de la División Nacional Aficionada de Argelia de 2017 bajo las órdenes del entrenador español Josep Maria Nogués.
Fue cedido a préstamo al KV Kortrijk para disputar la temporada 2017-18 de la Primera División de Bélgica, pero una serie de lesiones le impidieron jugar regularmente. 
El 17 de julio de 2018 se convirtió oficialmente en jugador del O. G. C. Niza, equipo de la Ligue 1 de Francia.

## Selección nacional
Hizo su debut contra la selección de Guinea el 6 de junio de 2017 con una victoria argelina por 2-1.
Atal ha jugado en cuatro ediciones de la Copa Africana de Naciones: 2017, 2019, 2021 y 2023.

## Clubes
| Club            | País    | Año       | Partidos | Goles |
| --------------- | ------- | --------- | -------- | ----- |
| Paradou AC      | Argelia | 2015-2017 | 54       | 7     |
| K. V. Kortrijk  | Bélgica | 2017-2018 | 10       | 0     |
| O. G. C. Niza   | Francia | 2018-2024 | 115      | 12    |
| Adana Demirspor | Turquía | 2024      | 11       | 1     |
| Al-Sadd S. C.   | Catar   | 2024-     | 18       | 2     |

## Palmarés

### Títulos nacionales
| Título                              | Club          | País  | Año  |
| ----------------------------------- | ------------- | ----- | ---- |
| Liga de fútbol de Catar             | Al-Sadd S. C. | Catar | 2025 |
| Copa Príncipe de la Corona de Catar | Al-Sadd S. C. | Catar | 2025 |

### Títulos internacionales
| Título                    | Club (*)             | País   | Año  |
| ------------------------- | -------------------- | ------ | ---- |
| Copa Africana de Naciones | Selección de Argelia | Egipto | 2019 |

(*) Incluyendo la selección.

## Controversia
En octubre de 2023, poco después de iniciada la Guerra entre Israel y Gaza, publicó en su cuenta de Instagram un vídeo de un predicador palestino en el que hacía comentarios violentos contra el pueblo judío. A raíz de ello el OGC Niza lo suspendió y la Ligue de Football Professionnel le aplicó una sanción disciplinaria de siete partidos. Sin embargo las represalias contra el jugador no cesaron allí, ya que el 24 de noviembre siguiente fue detenido por la Policía Nacional de Francia bajo el cargo de apología del terrorismo.
Finalmente el 3 de enero de 2024 fue condenado a una pena de ocho meses de prisión en suspenso por el delito de incitación al odio contra los judíos.